# فلاديمير كرستيتش
فلاديمير كرستيتش هو لاعب كرة قدم صربي، ولد في 28 يونيو 1987 في فاليفو في صربيا. لعب مع نابريداك كروشيفاتس.

## وصلات خارجية
- فلاديمير كرستيتش على موقع قاعدة بيانات كرة القدم.إي يو (الإنجليزية)